# Francesco Saverio
Francesco Saverio (in spagnolo Francisco de Jasso Azpilicueta Atondo y Aznares de Javier; in basco Frantzisko Xabierkoa Jatsu Azpilkueta; Javier, 7 aprile 1506 – Isola di Sancian, 3 dicembre 1552) è stato un gesuita e missionario spagnolo, proclamato santo nel 1622 da papa Gregorio XV. Fu un pioniere della diffusione del cristianesimo in Asia, in qualità di rappresentante della monarchia portoghese. Nel 1927 la Chiesa cattolica lo ha proclamato Patrono delle missioni assieme a santa Teresa di Lisieux.

## Biografia
Era nato in una famiglia nobile di Javier (in Navarra). I beni della famiglia erano stati confiscati da Ferdinando il Cattolico dopo la vittoria sugli autonomisti navarrini filofrancesi. Per sfuggire alla sconfitta e alla miseria si rifugiò quindi in Francia e andò a studiare teologia alla Sorbona dove, dopo il primo triennio, divenne maestro.
Nel suo stesso collegio di Santa Barbara arrivò Ignazio di Loyola che, oltre ad essere uno dei suoi più grandi amici (furono proclamati santi insieme), ne riconobbe immediatamente il temperamento combattivo ed ardente e decise di conquistarlo alla propria causa. Nello stesso collegio studiava anche Pierre Favre (1506-1546). Con Javier e Favre Ignazio fece i primi voti, da cui sarebbe poi nata la Compagnia di Gesù, nella chiesa di Saint-Pierre-de-Montmartre, il 15 agosto 1534. I voti erano: povertà, castità, obbedienza e pellegrinaggio in Terrasanta; se non fossero riusciti a partire, sarebbero andati a Roma per mettersi a disposizione del Papa.
Non riuscendo a partire da Venezia, i nuovi gesuiti cominciarono con l'adempiere l'ultima parte dell'impegno, e papa Paolo III finanziò il loro viaggio. A Roma Francesco Saverio fu ordinato sacerdote nel 1537, e qui i primi gesuiti aggiunsero ai tre voti tradizionali di povertà, castità e obbedienza, il quarto e distintivo: l'obbedienza al papa. 
Nel 1540 Giovanni III del Portogallo chiese a papa Paolo III di inviare missionari ad evangelizzare i popoli delle nuove colonie nelle Indie orientali.
Francesco Saverio, indicato da Ignazio, partì nel marzo del 1541. Per le Indie si partiva da Lisbona e il viaggio del nuovo missionario durò più di un anno: arrivò a Goa nel maggio dell'anno successivo, spingendosi poi fino a Formosa. La tradizione vuole che egli abbia portato la propria attività missionaria fino alle Filippine, ma di questo viaggio mancano i riscontri.
Nel 1545 partì per la penisola di Malacca, in Malaysia, dove incontrò alcuni giapponesi che gli proposero di estendere l'evangelizzazione al Giappone, dove pure arrivò nell'agosto 1549 a Kagoshima. Là capì l'importanza della Cina, dove poi si diresse: ma, ammalatosi durante il viaggio dalla Malacca all'isola di Sancian, morì nel 1552, senza poter ricevere alcun sacramento e privato di una sepoltura cristiana. Il suo corpo fu portato a Goa, dove si trova oggi nella chiesa del Bom Jesus, oggi uno dei 38 siti indiani presenti nella World Heritage List dell'UNESCO. La sua opera missionaria in estremo oriente fu proseguita da Alessandro Valignano e da Matteo Ricci.

## Il culto
Fu sepolto nella chiesa dei Gesuiti di Goa. Il sepolcro in pietre pregiate e bronzo presente nella chiesa venne fatto realizzare su commissione del Granduca Cosimo III dei Medici dalla Galleria dei lavori (nata nel 1588 e che durante la dinastia Lorena prenderà il nome di Opificio delle pietre dure), secondo un modello dello scultore Giovan Battista Foggini. Tra il 1997 e il 1998, il restauro del sepolcro ordinato all'Opificio delle pietre dure fece verificare la rara circostanza per cui l'Opificio reinterveniva su una sua propria creazione a distanza di secoli.
Una sua reliquia (il braccio destro) fu inviata a Roma, dove si conserva, dal 1614, in un reliquiario della Chiesa del Gesù, chiesa madre dell'ordine. Altre parti del corpo del santo sono state asportate nel corso del tempo ad opera di fedeli interessati al possesso delle reliquie.
Una piccola parte delle reliquie è oggi conservata anche nella pietra sacra dell'altare della chiesa parrocchiale di San Francesco Saverio alla Garbatella, antico quartiere di Roma. È stato dedicato al Santo il cosiddetto oratorio del Caravita, nei pressi della chiesa di Sant'Ignazio nel rione Pigna a Roma. Fu canonizzato con Ignazio di Loyola da papa Gregorio XV il 12 marzo 1622.
La Chiesa cattolica ne celebra la festa liturgica il 3 dicembre e lo considera patrono delle missioni. Si usa celebrare in suo onore, a partire dal 4 marzo al 12 marzo (giorno della sua canonizzazione) una particolare novena detta "della grazia" perché legata alla prodigiosa guarigione avvenuta per intercessione del santo nel 1636 a beneficio di un giovane padre gesuita, Marcello Mastrilli, Provinciale del viceregno di Napoli, moribondo dopo un grave incidente. Per questo è venerato anche come grande taumaturgo specie in casi di difficile soluzione. 
Alla sua figura si richiamano le Suore di San Francesco Saverio in Spagna, le Suore oblate di San Francesco Saverio in Italia, nonché la congregazione laicale dei Fratelli di San Francesco Saverio (Fratelli Saveriani). Santa Francesca Saverio Cabrini decise di chiamarsi in questo modo, aggiungendo al proprio nome di battesimo quello di "Saverio", in onore del santo, quando pronunciò i voti religiosi dopo aver fondato le Suore missionarie del Sacro Cuore. Come Francesco Saverio, anche lei voleva dedicarsi all'evangelizzazione dell'Estremo Oriente ma poi divenne missionaria negli Stati Uniti, dove la situazione degli immigrati italiani era molto dura.